# Omen IV: Das Erwachen
Omen IV: Das Erwachen (Originaltitel: Omen IV: The Awakening) ist ein US-amerikanischer Horrorfilm von Jorge Montesi und Dominique Othenin-Girard aus dem Jahr 1991. Er ist die dritte Fortsetzung des Horrorfilms Das Omen aus dem Jahr 1976 und wurde nicht im Kino, sondern nur im Fernsehen gezeigt.

## Handlung
Das in Virginia lebende Ehepaar Karen und Gene York – sie ist eine Anwältin, er ein aufstrebender Kongressabgeordneter – versucht schon länger, ein Kind zu bekommen, allerdings will es nicht klappen. Schließlich entscheiden sie sich dazu, ein Kind zu adoptieren. Von einem von Nonnen geführten Waisenhaus erhalten sie ein kleines Mädchen, dem sie den Namen Delia geben. Dieses wächst wie ein normales Kind auf. Doch im Alter von acht Jahren ereignen sich zunehmend merkwürdige Geschehnisse. Delia grenzt sich von anderen Kindern ihres Alters ab, es kommt auch zu Konflikten. Der Vater eines Kindes, das Delia gedemütigt hatte, stirbt etwa bei einem Autounfall.
Das Kindermädchen Josephine Thueson interessiert sich für Heilkristalle und trägt selbst einen um den Hals. Sie muss jedoch feststellen, dass sich alle ihre Kristalle in Delias Anwesenheit schwarz gefärbt haben. Sie hält Delia für merkwürdig und vertraut sich ihrem Lebenspartner Noah an, der übersinnliche Fähigkeiten besitzt. Als er Delia einmal aus der Nähe sieht, empfindet er ein starkes Unwohlsein, das schließlich in Schmerz übergeht. Josephine gelingt es, sie auf einen Jahrmarkt mit paranormalen Ständen mitzunehmen und dort eine Aurafotografie von sich und dem Mädchen zu machen. Das entstandene Bild zeigt bei Delia eine pechschwarze Aura. Noch während sich die beiden dort befinden, bricht ein Feuer aus und der gesamte Ort mit seinen verschiedenen Ständen brennt nieder. Josephine will herausfinden, weshalb Delia so viel negative Energie in sich trägt. Sie flüchtet im Haus der Familie schließlich vor Delia und versucht noch, Karen um Hilfe zu rufen, stürzt jedoch durch ein Fenster und findet durch den Sturz den Tod.
Karen, die inzwischen immer mehr unter Angstzuständen leidet, und – im Gegensatz zu ihrem Mann – immer stärker merkt, dass mit Delia etwas nicht stimmt, beauftragt den Privatdetektiv Earl Knight mit der Ermittlung der Hintergründe von Delias Geburt. Sie will wissen, wer Delias leibliche Eltern waren. Knight macht schließlich die Nonne, welche damals bei der Adoption Delias dabei war, ausfindig. Felicity, wie sie sich nun nennt, hat den Orden längst verlassen, arbeitete eine Zeit als Prostituierte und ist nun Angehörige eines religiösen Kults. Kurz nachdem Knight sie auf Delia ansprach, kommt es zu einem Unfall, Felicity muss ins Krankenhaus, wo sie schließlich auch stirbt. Knight sieht sich im Wohnwagen der Toten um und findet dort eine Reihe von Unterlagen, die Delia betreffen. Er nimmt diese an sich und schickt sie mit der Post zur Familie York. Kurz danach stirbt er durch eine Abrissbirne, welche die Wand neben ihm durchschlägt.
Karen hat inzwischen ein eigenes Kind auf die Welt gebracht, das den Namen Alexander trägt. Im Haus ist nun mit Lisa Roselli ein neues Kindermädchen. Als Karen die Postsendung des verstorbenen Knights erhält, erfährt sie von einem Zusammenhang zwischen Delia und Damien Thorn und dass ihr Hausarzt ein Satanist ist. Sie sucht diesen auf, rammt ihm ein Messer durch die Hand und zwingt ihn zur Preisgabe von Informationen. Dieser sagt ihr daraufhin, dass Delia die leibliche Tochter von Damien Thorn ist und dass sie Wächter ihres Zwillingsbruders Alexander ist, der der neue Antichrist wird. Dessen Embryo befand sich zuerst in Delia, wurde aber vom Arzt in Karens Körper transplantiert. Karen tötet den Arzt mit einem Skalpell und betritt dann mit einem Revolver bewaffnet ihr Haus in der Absicht, Delia und Alexander zu töten. Das neue Kindermädchen, das ebenfalls zum Schutz des Antichristen da ist, will sie aufhalten, kann aber von Karen überwältigt werden. Sie trifft auf Delia, die ihren Bruder in den Armen hält, und weist ihre Mutter auf das deutlich erkennbare Teufelssymbol in Form von drei Sechsen hin. Karen schafft es nicht, die Kinder mit der Waffe zu töten und erschießt sich schließlich selbst. Sie wird auf dem Friedhof beigesetzt. Der Film endet damit, dass Gene mit den beiden Kindern das Grab verlässt.

## Kritiken
„Routiniert inszenierte Horror-Story, die mit ausgeklügelten Kameraeinstellungen, technischen Kabinettstückchen und einer stimmungsschwangeren Musik fehlende Logik geschickt überspielt. Freunden des Genres bietet der Film spannende Unterhaltung.“

„Die Fortsetzung des Kinoerfolgs von 1976 krankt an zu kurzen Spannungsbögen und vorhersehbaren Schockeffekten in ziemlich billiger Umsetzung. Fazit: Tote wachen auf, Zuschauer schlafen ein.“

## Hintergrund
Der Film wurde diesmal nicht in den USA gedreht, sondern im kanadischen Vancouver.
Nach der Übernahme durch Rupert Murdoch wurde bei 20th Century Fox versucht, ältere Filme wieder für das Fernsehen (nicht für das Kino) neu aufzulegen. Dabei fiel die Auswahl auch auf den Klassiker Das Omen, den man in einem neuen Gewand verarbeiten wollte. Das Drehbuch des vierten Omen-Filmes wurde daher so angelegt, dass es zwar deutliche Parallelen zum Original hat, jedoch trotzdem eigenständig ist. Ein wesentlicher Unterschied hierbei ist, dass der kindliche Protagonist – nun die weibliche Delia – sich seiner Handlungen durchaus bewusst ist und nicht wie Damien in den ersten beiden Teilen vieles unbeabsichtigt tut. Die Verbindung zur Politik ist wieder gegeben, Delias Ziehvater ist Kongressabgeordneter, wie Damiens Vater schon Politiker war.
In der Nachfolge des Filmes war auch eine TV-Serie unter dem Titel The Omen geplant, die aber inhaltlich eher an Filme wie Poltergeist erinnerte, da es im Pilotfilm nicht mehr um den Antichristen, sondern um böse Geister ging. Der Pilotfilm kam jedoch nicht sonderlich gut an, und infolgedessen kam es auch zu keiner Serie.